# Garden City (Alabama)
Garden City é uma cidade  localizada no estado americano do Alabama, no Condado de Blount e Condado de Cullman.

## Demografia
Segundo o censo americano de 2000, a sua população era de 564 habitantes.
Em 2006, foi estimada uma população de 590, um aumento de 26 (4.6%).

## Geografia
De acordo com o United States Census Bureau, a localidade tem uma área de 5,9 km², sem área coberta por água. Garden City localiza-se a aproximadamente 188 m acima do nível do mar.

## Localidades na vizinhança
O diagrama seguinte representa as localidades num raio de 16 km ao redor de Garden City.